# Ligne Honshi-Bisan
La ligne Honshi-Bisan (本四備讃線, Honshi-Bisan-sen) est une ligne ferroviaire située dans les préfectures de Okayama et Kagawa au Japon. Elle relie la gare de Chayamachi à la gare d'Utazu en empruntant le grand pont de Seto. 
La ligne est exploitée par les compagnies JR West et JR Shikoku. Elle est aussi parcourue par des services fret de la JR Freight.

## Histoire
La section entre Chayamachi et Kojima ouvre le 20 mars 1988, et le reste de la ligne entre en service à l'ouverture du grand pont de Seto, le 10 avril 1988.

## Caractéristiques

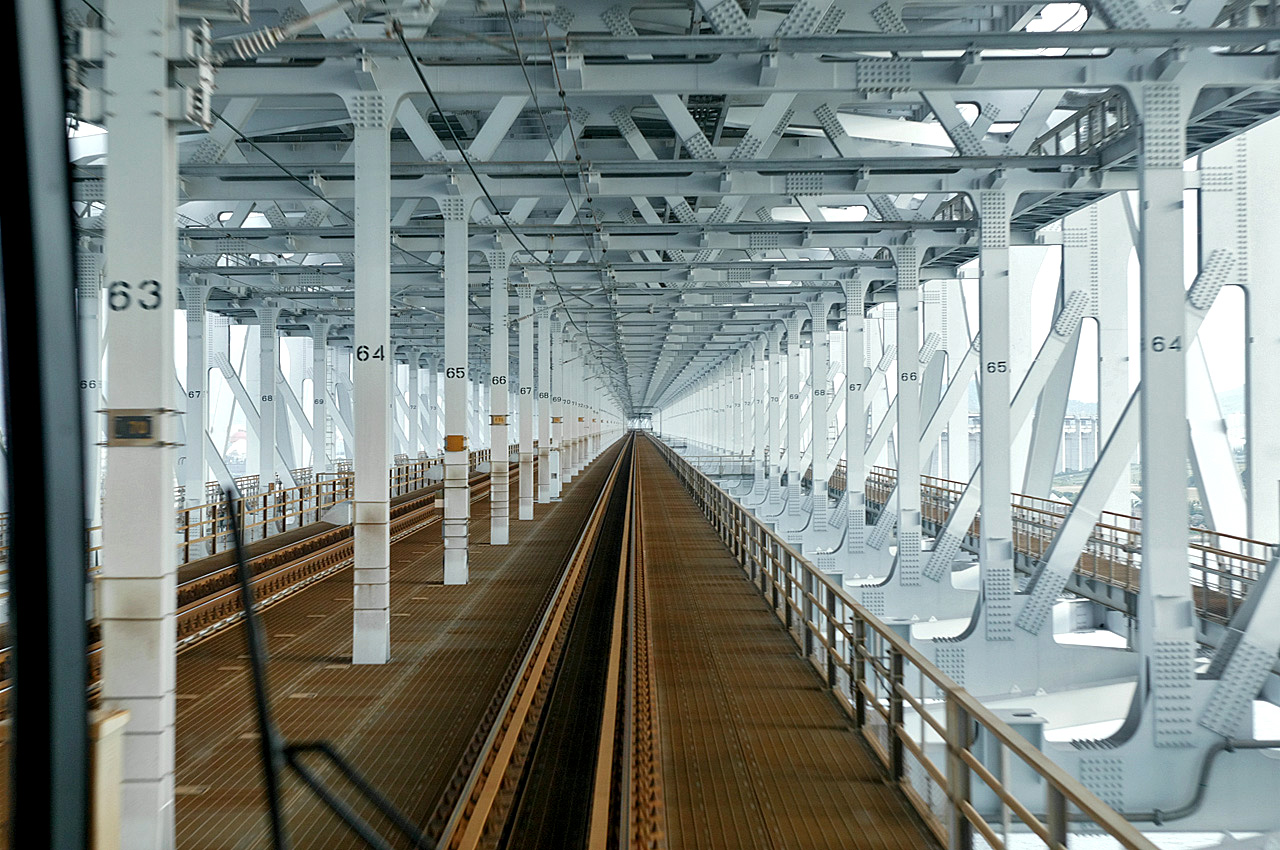
La ligne à l'intérieur du grand pont de Seto.

### Ligne
- Longueur : 31,0 km
- Ecartement : 1 067 mm
- Alimentation : 1 500 V par caténaire

### Gares
| Gare               | Nom japonais | Distance depuis Chayamachi (km) | Correspondances    | Localisation | Localisation         |
| ------------------ | ------------ | ------------------------------- | ------------------ | ------------ | -------------------- |
| Chayamachi         | 茶屋町       | 0                               | JR West : Uno      | Kurashiki    | Préfecture d'Okayama |
| Uematsu            | 植松         | 2,9                             |                    | Okayama      | Préfecture d'Okayama |
| Kimi               | 木見         | 5,6                             |                    | Kurashiki    | Préfecture d'Okayama |
| Kaminochō          | 上の町       | 9,7                             |                    | Kurashiki    | Préfecture d'Okayama |
| Kojima             | 児島         | 12,9                            |                    | Kurashiki    | Préfecture d'Okayama |
| Grand pont de Seto |              |                                 |                    |              |                      |
| Utazu              | 宇多津       | 31,0                            | JR Shikoku : Yosan | Utazu        | Préfecture de Kagawa |